# القحفة (الافيوش)

تعديل مصدري - تعديل

القحفة محلة تابعة لقرية الاصروم، التابعة لعزلة الافيوش بمديرية مذيخرة إحدى مديريات محافظة إب في الجمهورية اليمنية، بلغ تعداد سكانها 37 حسب تعداد اليمن لعام 2004.